# Ampia Mede SM
Ampia Mede SM, född 17 juni 2016, är en italiensk varmblodig travhäst. Hon tränas av Fabrice Souloy och körs av Franck Nivard.
Ampia Mede SM började tävla 2019 och tog sin första seger i andra starten. Hon har till juni 2022 sprungit in 1,3 miljoner euro på 30 starter varav 17 segrar, 4 andraplatser och 2 tredjeplatser. Hon har tagit karriärens hittills största segrar i Prix de France (2023) och Prix de Paris (2023).
Hon har även segrat i Prix de Provence (2021), Prix Marcel Laurent (2021), Prix Doynel de Saint-Quentin (2021), Prix de Münich (2022), Prix du Bois de Vincennes (2022) och Prix Chambon P (2023) samt kommit på andraplats i Prix des Cévennes (2022), Prix d'Amérique (2023) och kommit på tredjeplats i Prix de Bretagne (2022) och Prix de Bourgogne (2023, 2024).

## Statistik
| Statistik för Ampia Mede SM (Ref.) | Statistik för Ampia Mede SM (Ref.) | Statistik för Ampia Mede SM (Ref.) | Statistik för Ampia Mede SM (Ref.) | Statistik för Ampia Mede SM (Ref.) | Statistik för Ampia Mede SM (Ref.) |
| ---------------------------------- | ---------------------------------- | ---------------------------------- | ---------------------------------- | ---------------------------------- | ---------------------------------- |
| Starter                            | Placeringar                        | Startprissumma                     | Segerprocent                       | Platsprocent                       | Rekord                             |
| 30                                 | 17-4-2                             | 1 347 096 euro                     | 57 %                               | 77 %                               | 1.09,7ak,                          |

### Större segrar
| År   | Lopp                         | Kusk          | Vinstbelopp | Grupp   |
| ---- | ---------------------------- | ------------- | ----------- | ------- |
| 2021 | Prix Marcel Laurent          | Franck Nivard | 45 000 EUR  | Grupp 2 |
| 2021 | Prix Doynel de Saint-Quentin | Franck Nivard | 45 000 EUR  | Grupp 2 |
| 2022 | Prix de Münich               | Franck Nivard | 40 500 EUR  | Grupp 3 |
| 2022 | Prix du Bois de Vincennes    | Franck Nivard | 40 500 EUR  | Grupp 3 |
| 2023 | Prix de France               | Franck Nivard | 180 000 EUR | Grupp 1 |
| 2023 | Prix de Paris                | Franck Nivard | 180 000 EUR | Grupp 1 |
| 2023 | Prix Chambon P               | Franck Nivard | 54 000 EUR  | Grupp 2 |